# (22301) 1990 OB1
1990 أو بي 1 (ويعرف أيضًا باسم (22301) 1990 أو بي 1 وفق تسمية الكوكب الصغير) (بالإنجليزية: 1990 OB1)‏ هو كويكب ضمن حزام الكويكبات؛ وترتيبه 22301 من حيث الاكتشاف.
اكتُشف هذا الجُرم الفلكي بواسطة اليانور إف. هيلين في 22 يوليو 1990.

## وصلات خارجية
- (22301) 1990 OB1 في قاعدة بيانات مختبر الدفع النفاث لأجرام النظام الشمسي الصغيرة

- الاكتشاف · مخطط المدار ·  العناصر المدارية · المعلمات المادية

- (22301) 1990 OB1 على موقع ويكي سكاي: DSS2, SDSS, GALEX, IRAS, Hydrogen α, X-Ray, Astrophoto, Sky Map, Articles and images